# شهرستان چیپروفتسی
شهرستان چیپروفتسی (به بلغاری: Chiprovtsi Municipality) یک شهرستان در بلغارستان است که در استان مونتانا واقع شده‌است. شهرستان چیپروفتسی ۲۸۶٫۸ کیلومتر مربع مساحت و ۳٬۶۵۷ نفر جمعیت دارد.